# Matija Popović
Matija Popović (Altötting, Alemania, 8 de enero de 2006) es un futbolista serbio que juega como centrocampista en el S. S. C. Napoli Sub-19 de Italia.

## Trayectoria
El 11 de octubre de 2023 fue nombrado por el periódico inglés The Guardian como uno de los 60 mejores jugadores del mundo nacidos en 2006.
El 25 de enero de 2024 fichó por el A. C. Monza de la Serie A en calidad de cedido, firmando un contrato hasta final de temporada. Como parte del acuerdo, se informó de que se incorporaría al también club italiano S. S. C. Napoli a partir del 1 de julio del mismo año.

## Estadísticas

### Clubes
Actualizado al último partido disputado el 2 de junio de 2023.
| Club                        | Div.          | Temporada     | Liga  | Liga  | Liga   | Copas nacionales | Copas nacionales | Copas nacionales | Copas internacionales | Copas internacionales | Copas internacionales | Total | Total | Total  |
| Club                        | Div.          | Temporada     | Part. | Goles | Asist. | Part.            | Goles            | Asist.           | Part.                 | Goles                 | Asist.                | Part. | Goles | Asist. |
| --------------------------- | ------------- | ------------- | ----- | ----- | ------ | ---------------- | ---------------- | ---------------- | --------------------- | --------------------- | --------------------- | ----- | ----- | ------ |
| Partizán de Belgrado Serbia | 1.ª           | 2023-24       | 0     | 0     | 0      | 0                | 0                | 0                | ―                     | ―                     | ―                     | 0     | 0     | 0      |
| Partizán de Belgrado Serbia | Total club    | Total club    | 0     | 0     | 0      | 0                | 0                | 0                | 0                     | 0                     | 0                     | 0     | 0     | 0      |
| Total carrera               | Total carrera | Total carrera | 0     | 0     | 0      | 0                | 0                | 0                | 0                     | 0                     | 0                     | 0     | 0     | 0      |